# Dacia Maraini
Dacia Maraini (Firenze, 13 novembre 1936) è una scrittrice, poetessa e saggista italiana.

## Biografia

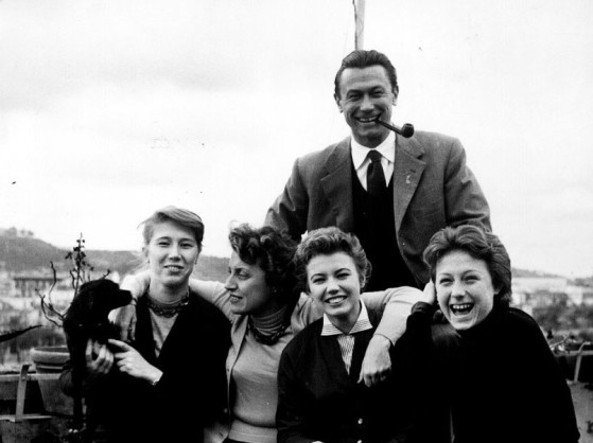
La famiglia Maraini: Fosco, Dacia, Yuki, Toni e la madre Topazia Alliata

Nasce a Firenze nel 1936, primogenita dell'antropologo, orientalista e scrittore fiorentino Fosco Maraini e della pittrice e gallerista palermitana Topazia Alliata di Villafranca, appartenente al ramo siciliano dell'antico casato pisano degli Alliata. 
Il nonno paterno della futura scrittrice fu lo scultore e critico d'arte romano d'origini ticinesi e genovesi Antonio Maraini (1886-1963), deputato del Partito Nazionale Fascista dal 1934 al 1939, nonché stretto collaboratore del gerarca Achille Starace e principale fautore delle politiche artistico-culturali del regime fascista, mentre la nonna paterna fu la scrittrice inglese, nata nell'allora Ungheria asburgica e d'origini in parte polacche, Yoï Crosse (1877-1944). Il nonno materno, invece, era il gastronomo Enrico Maria Alliata di Villafranca (1879-1946), proprietario della rinomata azienda vinicola Corvo ed ultimo signore delle antiche cantine di Casteldaccia, mentre la nonna materna fu Oria Maria Amelia "Sonia" Ortúzar Ovalle de Olivares (1892-1981), una cantante lirica, che però non poté esordire, figlia di un diplomatico cileno. 
Maraini trascorse l'infanzia in Giappone, dove i genitori si erano stabiliti nel 1939, e dove nacquero le sue sorelle Yuki e Antonella, detta Toni. A seguito della caduta del fascismo e proclamazione dell'armistizio di Cassibile nel 1943, con cui dunque l'Italia spezzava i suoi legami con l'Asse, la famiglia, a causa del rifiuto di Topazia e Fosco di dichiararsi sostenitori della Repubblica di Salò, venne internata in un campo di concentramento dalle autorità giapponesi, dove patì la fame. 

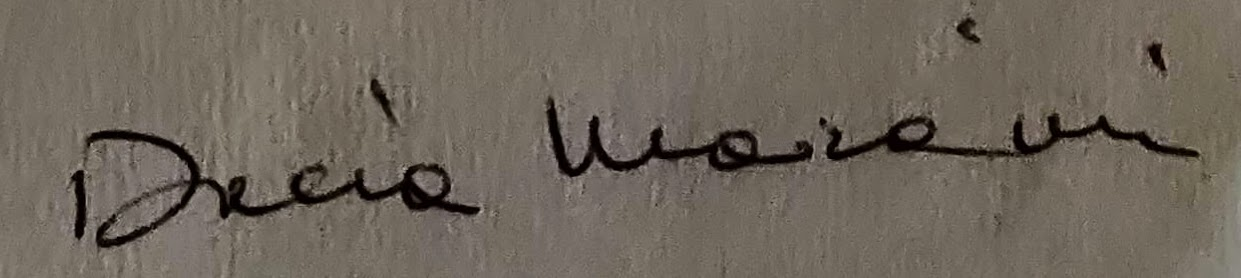
Firma autografa della scrittrice

Soltanto nel 1945 la famiglia riuscì a rientrare in Italia, stabilendosi dapprima in Sicilia, presso la tenuta dei nonni materni, Villa Valguarnera di Bagheria, ed in seguito a Roma. Dopodiché il padre Fosco, da solo, volle tornarsene a Firenze. Questi anni sono raccontati dalla stessa Maraini nel suo romanzo Bagheria:
(Dacia Maraini, Bagheria)
Dopo la separazione dei genitori, all'età di 18 anni Maraini raggiunse il padre, che nel frattempo si era trasferito nella capitale.  
Fu a lungo compagna di Alberto Moravia, con cui visse dal 1962 al 1978. A Roma strinse una solidale amicizia con molti letterati e poeti, tra cui Pier Paolo Pasolini, Elsa Morante, Maria Bellonci e lo stesso Moravia, inserendosi a pieno titolo nel circolo letterario del tempo. 

### Carriera letteraria

#### Anni sessanta
Riscosse il suo primo successo con il romanzo La vacanza (1962). Seguirono L'età del malessere (1963) e A memoria (1967).

#### Anni settanta
Nel 1971 sottoscrisse la famosa lettera aperta a L'Espresso contro il commissario Luigi Calabresi. Nel 1972 scrisse Memorie di una ladra, sulla storia della detenuta sua conoscente Teresa Numa, e nel 1975 Donna in guerra, romanzo incentrato implicitamente sul ruolo fondamentale delle donne durante la Seconda Guerra Mondiale, ma soprattutto sulla vera e propria "guerra" che le donne combattono da sempre per essere libere di vivere e decidere per sé. 
Nel 1973 fondò a Roma, insieme a Maricla Boggio, il Teatro della Maddalena, gestito e diretto soltanto da donne. Ha scritto più di sessanta testi teatrali rappresentati in Italia e all'estero, tra cui ricordiamo Manifesto dal carcere e Dialogo di una prostituta con un suo cliente. 

#### Anni ottanta
Negli anni ottanta scrisse Il treno per Helsinki (1984) e Isolina (1985). Alla fine degli anni ottanta, Rai3 mandò in onda il programma Raccontare Palermo, ove la scrittrice incontrava per le vie e i palazzi della città diversi esponenti della cultura siciliana come Mimmo Cuticchio.

#### Anni novanta
Nel 1990 pubblica La lunga vita di Marianna Ucrìa. Seguono Bagheria (1993), Voci (1994), Un clandestino a bordo (1996), Dolce per sé (1997) e la raccolta di racconti Buio (1999). 

#### Anni duemila
Nei primi anni duemila ha diretto il festival internazionale di Gioia Vecchio a Gioia dei Marsi in Abruzzo. Nel 2001 ha pubblicato La nave per Kobe, in cui rievoca l'esperienza infantile della prigionia in Giappone, e Amata scrittura. Laboratorio di analisi letture proposte conversazioni. Nel 2004 è la volta di Colomba. Nel 2007 ha pubblicato Il gioco dell'universo e nel 2008 Il treno dell'ultima notte.

#### Anni duemiladieci
Nel 2010 ha pubblicato il racconto La seduzione dell'altrove e nel 2011 il romanzo La grande festa. Nel 2013 ha pubblicato il romanzo in forma di diario Chiara di Assisi. Elogio della disobbedienza. Dal 2016 è cittadina onoraria di Arona sul lago Maggiore, località dove si svolge ogni anno il festival di teatro e letteratura «Il teatro sull’acqua» di cui è direttrice artistica. Nel 2018 viene nominata presidente del comitato scientifico di Palermo Capitale italiana della cultura. È direttrice responsabile della rivista letteraria Nuovi Argomenti, edita da Arnoldo Mondadori Editore.

#### Anni duemilaventi
Nel 2020 ha pubblicato il saggio Il coraggio delle donne, con Chiara Valentini, (Il Mulino), e il romanzo Trio. Storia di due amiche, un uomo e la peste a Messina (Rizzoli). Nel 2021 ha pubblicato: Writing like breathing. Sessant'anni di letteratura (Gruppo Albatros il Filo), il saggio La scuola ci salverà (Solferino) e Una rivoluzione gentile. Riflessioni su un Paese che cambia (Rizzoli). Nel 2022 pubblica per Neri Pozza Caro Pier Paolo, ricordo dell'amico Pasolini a cent'anni dalla nascita di quest'ultimo (1922-2022). Nel 2023 pubblica il libro Vita mia, sulla sua esperienza di prigionia in Giappone durante la Seconda guerra mondiale, e nel 2024 un titolo ricollegabile a tematiche femministe: Diario degli anni difficili. Con le donne di ieri, oggi e domani.

## Vita privata
L'autrice è dichiaratamente agnostica, come ha detto che era tutta la sua famiglia da sempre, e vegetariana, come ha dichiarato in un'intervista in cui ha definito gli allevamenti intensivi «lager nazisti».

## Opere

### Romanzi
- La vacanza, Milano, Lerici, 1962.
- L'età del malessere, Torino, Einaudi, 1963.
- A memoria, Milano, Bompiani, 1967.
- Memorie di una ladra, Milano, Bompiani, 1972.
- Donna in guerra, Torino, Einaudi, 1975.
- Lettere a Marina, Milano, Bompiani, 1981.
- Il treno per Helsinki, Torino, Einaudi, 1984. ISBN 88-06-05721-9.
- La lunga vita di Marianna Ucrìa, Milano, Rizzoli, 1990. ISBN 88-17-66425-1.
- Bagheria, Milano, Rizzoli, 1993. ISBN 88-17-66476-6.
- Voci, Milano, Rizzoli, 1994. ISBN 88-17-66478-2.
- Dolce per sé, Milano, Rizzoli, 1997. ISBN 88-17-66468-5.
- La nave per Kobe. Diari giapponesi di mia madre, Milano, Rizzoli, 2001. ISBN 88-17-86835-3.
- Colomba, Milano, Rizzoli, 2004. ISBN 88-17-00440-5.
- Il treno dell'ultima notte, Milano, Rizzoli, 2008. ISBN 978-88-17-02166-1.
- La grande festa, Milano, Rizzoli, 2011. ISBN 978-88-17-05548-2.
- Menzogna felice, Roma, La Biblioteca di Repubblica-L'Espresso, 2011.
- Chiara di Assisi. Elogio della disobbedienza, Milano, Rizzoli, 2013. ISBN 978-88-17-06721-8.
- La bambina e il sognatore, Milano, Rizzoli, 2015. ISBN 978-88-17-08379-9.
- Tre donne. Una storia d'amore e disamore, Milano, Rizzoli, 2017, ISBN 978-88-17-09696-6.
- Corpo felice. Storia di donne, rivoluzioni e un figlio che se ne va, Milano, Rizzoli, 2018, ISBN 978-88-17-10491-3.
- Trio. Storia di due amiche, un uomo e la peste a Messina, Milano, Rizzoli, 2020, ISBN 978-88-171-4954-9.
- Vita mia, Milano, Rizzoli, 2023, ISBN 978-88-17-14097-3.

### Racconti
- Mio marito, Milano, Bompiani, 1968.
- L'uomo tatuato, Napoli, A. Guida, 1990. ISBN 88-7188-003-X.
- Delitto, Lungro di Cosenza, Marco, 1990. ISBN 88-85350-01-1.
- Cinque donne d'acqua dolce, in Il pozzo segreto. Cinquanta scrittrici italiane, presentate da Maria Rosa Cutrufelli, Rosaria Guacci, Marisa Rusconi, Firenze, Giunti, 1993. ISBN 88-09-20294-5.
- La ragazza con la treccia, Roma, Viviani, 1994. ISBN 88-7993-028-1.
- Mulino, Orlov e Il gatto che si crede pantera, in Parole di donne, a cura di Adriana Moltedo, Viterbo, Stampa alternativa, 1994. ISBN 88-7226-191-0.
- Silvia, Ravenna, Edizioni del girasole, 1995. ISBN 88-7567-282-2.
- Il mostro dagli occhi verdi, in Racconti a teatro, Roma, Editori Riuniti, 1996.
- Buio, Milano, Rizzoli, 1999. ISBN 88-17-68019-2.
- Berah di Kibawa. Un racconto con dodici finali, Roma, Gremese, 2003. ISBN 88-8440-236-0.
- In volo, Mantova, Corraini, 2005. ISBN 88-7570-075-3.
- Un sonno senza sogni; Gita in bicicletta a Mongerbino, Bagheria, Drago, 2006. ISBN 88-95082-01-X.
- Ragazze di Palermo, Milano, Corriere della Sera, 2007.
- Il poeta-regista e la meravigliosa soprano, Milano, Corriere della Sera, 2008.
- La ragazza di via Maqueda, Milano, Rizzoli, 2009. ISBN 978-88-17-03366-4.
- La seduzione dell'altrove, Milano, Rizzoli, 2010. ISBN 978-88-17-04367-0.
- L'amore rubato, Milano, Rizzoli, 2012. ISBN 978-88-17-06081-3.
- Gita a Viareggio, Roma, Fahrenheit 451, 2013. ISBN 978-88-86095-77-8.
- La scuola ci salverà, Milano, Solferino, 2021, ISBN 978-88-282-0638-5 [contiene 3 racconti: L'esame, Il bambino vestito di scuro e Berah di Kibawa].

### Opere raccolte
- Romanzi, Collana Firme Oro n.3, Milano, Rizzoli, 2006, ISBN 978-88-486-0340-9.
- Romanzi e racconti, a cura di Paolo Di Paolo ed Eugenio Murrali, Collezione I Meridiani, Milano, Mondadori, 2021, ISBN 978-88-047-3585-4.

### Racconti per bambini
- Storie di cani per una bambina, Milano, Bompiani, 1996. ISBN 88-452-2804-5.
- La pecora Dolly e altre storie per bambini, Milano, Fabbri, 2001. ISBN 88-451-2703-6.
- La notte dei giocattoli, disegnata da Gud, Latina, Tunué, 2012. ISBN 978-88-97165-34-7.
- Telemaco e Blob. Storia di un'amicizia randagia, Milano, Rizzoli, 2017. ISBN 978-88-17-09244-9.
- Onda Marina e il drago spento, illustrata da Simone Angelini, Roma, Giulio Perrone Editore, 2019.

### Poesie
- Botta e risposta poetica... o quasi, con Nicolò Maraini, Roma, Editrice dell'Orso, 1960.
- Crudeltà all'aria aperta, Milano, Feltrinelli, 1966.
- Donne mie, Torino, Einaudi, 1974.
- Mangiami pure, Torino, Einaudi, 1978. ISBN 88-06-01339-4.
- Dimenticato di dimenticare, Torino, Einaudi, 1982. ISBN 88-06-05474-0.
- Maraini, Stein, Roma, Il ventaglio, 1987.
- Viaggiando con passo di volpe. Poesie 1983-1991, Milano, Rizzoli, 1991. ISBN 88-17-66466-9.
- Occhi di Medusa, Calcata, Edizione del Giano, 1992.
- Se amando troppo. Poesie 1966-1998, con CD-ROM, Milano, Rizzoli, 1998. ISBN 88-17-86019-0.
- Notte di capod'anno in ospedale, Roma, Lepisma, 2009. ISBN 978-88-7537-103-6.

### Teatro
- Il ricatto a teatro e altre commedie, Torino, Einaudi, 1970.
- Viva l'Italia, Torino, Einaudi, 1973.
- La donna perfetta, Venezia, La Biennale, 1974.
- La donna perfetta seguito da Il cuore di una vergine, Torino, Einaudi, 1975.
- Don Juan, Torino, Einaudi, 1976.
- Dialogo di una prostituta con un suo cliente. Con un dibattito sulla decisione di fare il testo e la preparazione dello spettacolo, Padova, Mastrogiacomo-Images 70, 1978.
- I sogni di Clitennestra e altre commedie, Milano, Tascabili Bompiani, 1981.
- Lezioni d'amore e altre commedie, Milano, Bompiani, 1982.
- Stravaganza, Roma, Serarcangeli, 1987.
- Paura e amore, con Margarethe von Trotta e Laura Novati, Milano, A. Mondadori, 1988. ISBN 88-04-31769-8.
- Erzbeth Bathory; Il geco; Norma 44, Roma, Editori & Associati, 1991.
- Veronica, meretrice e scrittora, Milano, Bompiani, 1992. ISBN 88-452-1880-5.
- La casa tra due palme, Salerno, Sottotraccia, 1995. ISBN 88-86351-05-4.
- Maria Stuarda. Mela, Donna Lionora giacubina, Stravaganza, Un treno, una notte, Milano, Biblioteca universale Rizzoli, 2001. ISBN 88-17-12693-4.
- Teatro anni Novanta

I, Veronica, meretrice e scrittora. La terza moglie di Mayer, Camille, Milano, Biblioteca universale Rizzoli, 2001. ISBN 88-17-12694-2.
II, Memorie di una cameriera. Storia di Isabella di Morra raccontata da Benedetto Croce, I digiuni di Catarina da Siena, Milano, Biblioteca universale Rizzoli, 2001. ISBN 88-17-12695-0.
- Per Giulia, con la collaborazione di Angela Bove, della professoressa Maria Rosaria Carnevale, l'apporto delle parole delle amiche e del diario ritrovato di Giulia, Roma, Perrone, 2011. ISBN 978-88-6004-216-3.
- Per proteggerti meglio, figlia mia, Roma, Perrone, 2011. ISBN 978-88-6004-217-0.
- In viaggio da Itaca, con Gabriele Marchesini, Cesena, Il ponte vecchio, 2011. ISBN 978-88-6541-103-2.
- Lettere d'amore, lettere di Gabriele D'Annunzio in una cornice teatrale di Dacia Maraini, con CD, Roma, Perrone, 2012. ISBN 978-88-6004-226-2.
- Teresa la ladra, con CD, Roma, Perrone, 2013. ISBN 978-88-6004-273-6.
- Passi affrettati, Roma, Perrone, 2015. ISBN 978-88-6004-394-8.
  - (SV) Raska steg, traduzione di Ida Andersen, Istituto Italiano di Cultura Stoccolma, 2020.
- Regina scacco al re, Palermo, Real teatro di Santa Cecilia, 2023. Tratto da "Passi affrettati', spettacolo voluto e ideato da Ennio Giganti, regia di Sergio Vespertino con il gratuito patrocinio del Parlamento Europeo, contro la violenza sulle donne e di genere,  spettacolo ad eventi a serata unica allo scopo di raccogliere fondi da destinare alle onlus che si occupano delle donne che subiscono violenza.

### Sceneggiature
- Cuore di mamma, con Salvatore Samperi, Milano, Forum, 1969.

### Saggi
- Fare teatro. Materiali, testi, interviste, Milano, Bompiani, 1974.
- Suor Juana, in suor Juana Inés de la Cruz, Risposta a suor Filotea, Torino, La Rosa, 1980.
- Isolina. La donna tagliata a pezzi, Milano, A. Mondadori, 1985.
- La bionda, la bruna e l'asino, Milano, Rizzoli, 1987. ISBN 88-17-53514-1.
- Cercando Emma, Milano, Rizzoli, 1993. ISBN 88-17-66477-4.
- Un clandestino a bordo, Roma, Gabriele e Mariateresa Benincasa, 1993; Milano, Rizzoli, 1996. ISBN 88-17-84465-9.
- Il sommacco. Piccolo inventario dei teatri parlermitani trovati e persi, Palermo, Flaccovio, 1993. ISBN 88-7804-085-1.
- Dizionarietto quotidiano. Da "amare" a "zonzo", 229 voci raccolte da Gioconda Marinelli, Milano, Bompiani, 1997. ISBN 88-452-3117-8.
- Giromondo, con Enzo Biagi, Modena, Panini, 1999. ISBN 88-8290-106-8.
- Fare teatro. 1966-2000, 2 voll., Milano, Rizzoli, 2000. ISBN 88-17-86438-2, ISBN 88-17-86439-0.
- Amata scrittura. Laboratorio di analisi letture proposte conversazioni, Milano, Rizzoli, 2000. ISBN 88-17-86536-2.
- Madri e figlie. Ieri e oggi, con Anna Salvo e Silvia Vegetti Finzi, Roma-Bari, Laterza, 2003. ISBN 88-420-7113-7.
- Dentro le parole. Aforismi e pensieri, Cava de' Tirreni, Marlin, 2005. ISBN 88-6043-003-8.
- I giorni di Antigone. Quaderno di cinque anni, Milano, Rizzoli, 2006. ISBN 88-17-01168-1.
- Passi affrettati, Pescara, Ianieri, 2007. ISBN 88-88302-30-1.
- Sulla mafia. Piccole riflessioni personali, Roma, Perrone, 2009. ISBN 978-88-6004-141-8.
- Il sogno del teatro. Cronaca di una passione, con Eugenio Murrali, Milano, BUR Rizzoli, 2013. ISBN 978-88-17-06776-8.
- La mia vita, le mie battaglie, con Joseph Farrell, Pisa, Della Porta, 2015. ISBN 978-88-96209-22-6.
- Se un personaggio bussa alla mia porta. "Come si racconta...", Roma, Rai Eri, 2016. ISBN 978-88-397-1694-1.
- Il diritto di morire (con Claudio Volpe), Milano, SEM - Società Editrice Milanese, 2018. ISBN 978-88-9390-079-9.
- Il coraggio delle donne (con Chiara Valentini), Bologna, Il Mulino, 2020, ISBN 978-88-152-9058-8.
- Writing Like Breathing. Sessant'anni di letteratura, a cura di Michelangelo La Luna, Roma, Gruppo Albatros Il Filo, 2021, ISBN 978-88-306-3221-9.
- Una rivoluzione gentile. Riflessioni su un Paese che cambia, Milano, Rizzoli, 2021, ISBN 978-88-171-5873-2.
- La scuola ci salverà, Milano, Solferino, 2021, ISBN 978-88-282-0638-5.
- Caro Pier Paolo, Vicenza, Neri Pozza, 2022, ISBN 978-88-545-2335-7.
- In nome di Ipazia: riflessioni sul destino femminile, Milano, Solferino, 2023, ISBN 978-88-282-1254-6.

### Scritti di viaggi
- Michelangelo La Luna (a cura di), Sguardo a Oriente. Reportage, ricordi, racconti di un continente affascinante, collana La camera del fuoco, vol. 1, Cava de' Tirreni, Marlin, 2022, ISBN 978-88-604-3175-2.

### Interviste
- E tu chi eri? Interviste sull'infanzia, Milano, Bompiani, 1973.
- Wanda Raheli. Giovedì 19 giugno 1975, Roma, Seconda Scala, 1975.
- Parlare con Dacia Maraini, di Ileana Montini, Verona, Bertani, 1977.
- Storia di Piera, con Piera degli Esposti, Milano, Bompiani, 1980.
- Il bambino Alberto, Milano, Bompiani, 1986. ISBN 88-17-53452-8.
- Conversazione con Dacia Maraini. Il piacere di scrivere, a cura di Paola Gaglianone, Roma, Omicron, 1995. ISBN 88-86680-06-6.
- Piera e gli assassini, con Piera degli Esposti, Milano, Rizzoli, 2003. ISBN 88-17-87227-X.
- Ho sognato una stazione. Gli affetti, i valori, le passioni, conversazione con Paolo Di Paolo, Roma-Bari, Laterza, 2005. ISBN 88-420-7769-0.
- Il volto delle donne. Conversazione con Dacia Maraini, intervista di Stefano Giovinazzo, Roma, Edizioni della Sera, 2010. ISBN 978-88-904730-6-7.
- Alfabeto quotidiano. Le parole di una vita, con Gioconda Marinelli, Collana La camera del fuoco n.14, Cava de' Tirreni, Marlin, 2021, ISBN 978-88-604-3165-3.

### Curatele
- Fosco Maraini, Il gioco dell'universo. Dialoghi immaginari tra un padre e una figlia, Collana Scrittori italiani e stranieri, Milano, Mondadori, 2007, ISBN 978-88-045-1218-9. - Collana Oscar Bestsellers n.1800, Mondadori, 2008, ISBN 978-88-045-7684-6; riedito col titolo Il gioco dell'universo. Un padre, una figlia e il sogno della scrittura, Collana Oceani, Milano, La nave di Teseo, 2020, ISBN 978-88-346-0350-5.

### Audiolibri
- Piera Degli Esposti legge La lunga vita di Marianna Ucrìa, Roma, Emons Italia, 2011. ISBN 978-88-95703-47-3.

## Filmografia
- L'età del malessere, regia di Giuliano Biagetti (1968)
- La donna invisibile, regia di Paolo Spinola (1969)
- Cuore di mamma, regia di Salvatore Samperi (1969)
- Certo, certissimo, anzi... probabile, regia di Marcello Fondato (1969)
- Uccidete il vitello grasso e arrostitelo, regia di Salvatore Samperi (1970)
- L'amore coniugale, regia di Dacia Maraini (1970)
- Teresa la ladra, regia di Carlo Di Palma (1973)
- Il fiore delle Mille e una notte, regia di Pier Paolo Pasolini (1974)
- Abrami in Africa (1976)
- Aborto: parlano le donne (1976)
- Io sono mia, regia di Sofia Scandurra (1978)
- Marianna Ucrìa, regia di Roberto Faenza (1997)

## Riconoscimenti
- 1962 – Premio Formentor de las Letras[10]
- 1978 - Premio Nazionale Riccione ATER[11]
- 1985 – Premio Fregene (Premio del Presidente per la Letteratura)[12][13]
- 1990 – Premio Campiello[14] (Libro dell'Anno 1990)
- 1995 – Premio Napoli[15]
- 1996 – Medaglia Gabriela Mistral[16]
- 1997 – Premio Flaiano per la narrativa,[17] Premio Fregene per la Comunicazione e Divulgazione Culturale[13][12] e Premio letterario Brancati per la narrativa[18]
- 1999 – Premio Le nuvole Teatro,[19] Premio Mondello[20] e Premio Strega per la raccolta di racconti Buio[21]
- 2000 – Premio Porto Venere Donna[22] e Targa Volponi[23]
- 2002 – Premio alla Carriera Letteraria "Anguillara Sabazia"[24]
- 2003 - Premio Speciale Chatwin[25]
- 2004 – Premio letterario Castelfiorentino
- 2005 – laurea honoris causa in Studi teatrali presso l'Università dell'Aquila[26] e Premio Roma[27]
- 2006 – Premio nazionale di Narrativa Lucio Mastronardi alla carriera[28]
- 2007 – Premio Cimitile, sezione di narrativa, con Il gioco dell'universo e Premio La ginestra (Premio speciale fuori concorso)[29][30]
- 2008 – Premio Calepino[31]
- 2009 – Premio Internazionale di Poesia «Roberto Farina»,[32] Premio Letterario Nazionale “Carlo Levi” (sezione narrativa),[33] Premio Alessandro Tassoni[34] e Laurea honoris causa (Honorary Degree) presso il Middlebury College (Vermont, Stati Uniti d'America)[35]
- 2010 – laurea magistrale honoris causa presso l'Università di Foggia[36]
- 2011 – Premio Tarricone[37]
- 2012 – Premio Angelini,[38] Premio Miseno,[39] Premio Fondazione Il Campiello,[40] Alabarda d'oro per la letteratura[41] e Premio ASDOE[42]
- 2013 - Premio Cultura del Mare[43]
- 2014 – cittadinanza onoraria di Bacoli[44]
- 2015 – laurea honoris causa presso l'Università John Cabot (Roma)[45] e Cittadinanza onoraria di Cave[46]
- 2016 – Premio Boccaccio,[47] cittadinanza onoraria di Arona, cittadinanza onoraria di Villapiana,[48] Premio letterario Palmi alla carriera,[49] Premio Nazionale Pratola,[50] Premio Manzoni alla carriera[51] e Premio Montale Fuori di Casa 2016, sezione narrativa[52]
- 2017 – Premio Pannunzio",[53] Premio il Poggio,[54] Premio Rugarli,[55] Inquieto dell'Anno 2017[56] e Targa della Regione Toscana[57]
- 2018 – Premio Giovenale,[58] Premio Città di Bari,[59][60] Premio Chiara alla carriera,[61] laurea honoris causa presso l'Università Orientale di Napoli[62] e Fiorino d'oro[63]
- 2019 – Premio PulciNellaMente alla Carriera,[64] Premio Matilde Serao[65] e Premio Franco Cuomo International 2019[66]
- 2020 – Premio Viareggio alla carriera[67]
- 2021 – Premio Hemingway,[68] Premio Cilento Poesia, Premio Letterario Caccuri con La scuola ci salverà,[69] Premio Fulvia[70] e Premio Dessì (Premio speciale della giuria)[71]
- 2022 - Premio alla Carriera Città di Acqui Terme,[72] Premio Passaggi 2022,[73] Premio Donne in Prima Fila,[74] Premio Internazionale Dialoghi di Pistoia,[75] Premio Ipazia Nazionale,[76] Premio Novi Cives: costruttori di cittadinanza[77] e premio Tirinnanzi alla carriera[78]
- 2023 - Premio Libroguerriero,[79] Cittadinanza onoraria di Sabaudia,[80] Premio Peschereccio d’Oro[81] e il Premio “Maria Maddalena Morelli”[82]
- 2024 - Premio Casa Hirta,[83] Premio Cesare Pavese per la narrativa,[84] Premio Pegaso d'oro,[85] Premio John Fante alla carriera Vini Contesa 2024,[86] cittadinanza onoraria di Grottammare[87] e Premio CulturiAMO[88]

- 2025 - Sirente Awards[89]

Le è stato dedicato un concorso letterario a Calascibetta, denominato Dacia Maraini.